# IPodLinux
iPodLinux — це дистрибустив Linux на основі μClinux, спеціально розроблена для роботи на iPod компанії Apple Inc.. Коли завантажується ядро iPodLinux, воно заміщає операційну систему iPod від Apple і автоматично завантажує Podzilla — альтернативний GUI та завантажувач для численних додаткових програм, таких як відеоплеєр, переглядач зображень, командний інтерфейс, види ігор, емулятори для відеоігрові консолі, демонстрації програмування та інше експериментальне або незавершене програмне забезпечення.
Проект був неактивним з 2009 року, але його вебсайт досі доступний в Інтернеті. Розвиток вільного та відкритого програмного забезпечення для iPod продовжується в рамках Rockbox Project, zeroslackr та freemyipod, які здебільшого замінили iPodLinux. Деякі сторонні інсталятори все ще доступні.

## Основна структура
iPodLinux в основному складається з ядра Linux, побудованого з вихідних кодів μClinux з використанням бібліотеки стандартів C uClibc та драйверів для компонент iPod (або реверс-інжиніринг драйверів, де це можливо). Включає програми користувацького простору з μClinux та/або BusyBox, файлову систему в стилі UNIX (яку можна створити в iPod з форматуванням HFS+ або на розділі ext2 у iPod з форматуванням FAT32) та GUI Podzilla (і його модулі). В операційній системі iPod від Apple, навпаки, використовується невидимий завантажувач і базується на ядрі процесора ARM, спочатку написаному компанією Pixo, та браузер програми Miller Columns — графічний інтерфейс, створений Apple та Pixo за допомогою фреймворка Pixo та інших компонентів прошивки та драйверів, написаних за стандартами виробника для підтримки необхідної поведінки iPod.

## Особливості
Шаблон:One source section

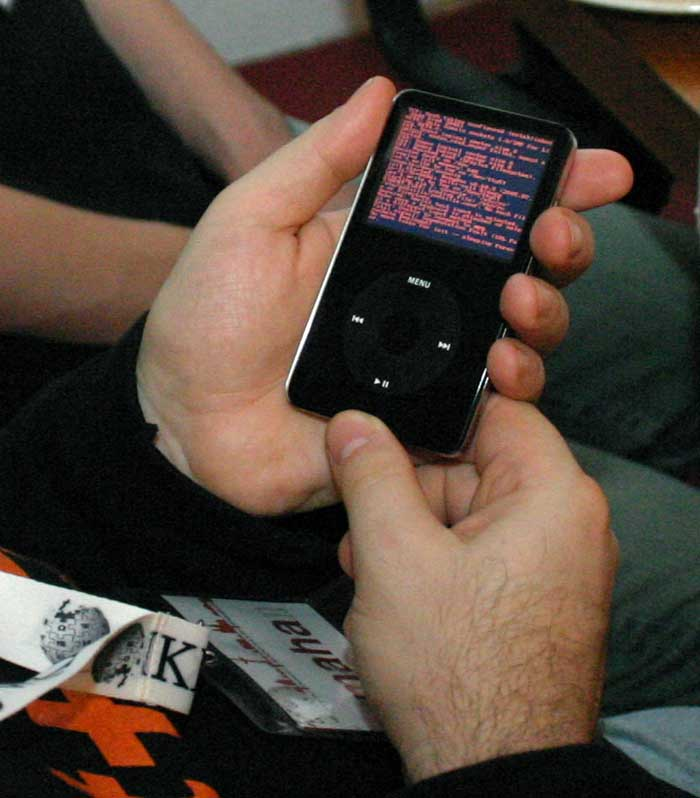
iPod, що завантажує iPodLinux

Окрім ядра Linux, iPodLinux має основними компонентами podzilla та podzilla2, програми, які забезпечують:
- Інтерфейс, схожий на iPod
- Відтворення відео з звуком
- Підтримка відтворення AAC, MP3 та основних форматів OGG (для 4G та 5G iPod виникають помилки в Music Player Daemon, але їх можна виправити).
- Безліч ігор, включаючи TuxChess, Bluecube (клон Tetris), Chopper, StepMania (клон Dance Dance Revolution) і багато інших.[2]
- Запис через аудіовхід з набагато вищою якістю, ніж в оригінальній прошивці iPod
- Можливість грати в ігри Doom та Doom II (і ймовірно будь-яку модифікацію Doom, наприклад, Chex Quest)
- Підтримка кольорових схем
- Можливість запускати багато емуляторів, таких як iBoy (емулятор Game Boy), iNES (емулятор NES), iDarcNES (порт емультора DarcNES для кількох систем), iMAME (порт емультора MAME для аркадних ігор), і iGPSP (емулятор Game Boy Advance).

## Історія
Завантажувач для 4-го покоління iPod був витягнутий Нілсом Шнайдером, студентом комп'ютерних наук з Німеччини. Раніше використовувані програмні методи для отримання необхідного завантажувача більше не працювали. Бернард Ліч раніше відкрив, як працювати з п'єзоелектричним динаміком в iPod. Шнайдер зміг використовувати свою програму з деякими модифікаціями, щоб зробити серію клацань для кожного байту нового завантажувача iPod. Процес екстракції тривав 22 години і вимагав від Шнайдера створення звукоізоляційної коробки для запобігання зовнішніх перешкод під час процесу.

### Перехід серверів
11 червня 2008 року вебсайт організації був припинений, і на його місце було поставлено перенаправлення на порожню сторінку. Сервіс серверу було поступово відновлено. 1 жовтня 2008 року адреса DNS iPodLinux.org була оновлена, і сервер знову запрацював до 5 жовтня 2008 року. 22 червня 2009 року сервер був знову вимкнений, але 8 вересня того ж року він знову став доступний. У вересні 2010 року сервер знову став недоступним і більше не був підключений. Олександр Папст, один із розробників, опублікував дзеркальний сайт на ipodlinux.wiki.

## Сумісність

### Включаючи типи iPod
- iPod Classic (покоління 1, 2, 3, 4, 5, 5.5)
- iPod Nano (1, 2 покоління)
- iPod Mini (1, 2 покоління)

### Не сумісні моделі iPod
- iPod Shuffle
- iPod Touch
- iPhone